# 汉罗扎布
汉罗扎布（1882年—1940年），字凤池，汉名烏维龙，蒙古族，清朝卓索圖盟喀喇沁中旗（今屬内蒙古自治區赤峰市寧城縣）人，喀喇沁中旗札萨克辅国公，中华民国初年晋封郡王。

## 生平
汉罗扎布是蒙古帝國著名將領者勒篾（清朝譯為济拉玛）的24世孙，和喀喇沁右翼旗扎萨克杜棱郡王贡桑诺尔布、喀喇沁左翼旗贝勒熙凌阿等人一樣均为者勒篾的后裔，但汉罗扎布在三人中辈份较高。
清朝光绪八年（1882年），汉罗扎布生于喀喇沁中旗的王公贵族家庭，父亲为二太爷，母亲为包氏。汉罗扎布年轻帅气，慈禧太后曾笑称：“在诸多蒙古王公中，属汉罗扎布最为英倜。”光绪十七年（1891年），汉罗扎布袭喀喇沁中旗扎萨克辅国公的爵位。
辛亥革命期间，汉罗扎布拥护孙中山的汉满蒙回藏“五族共和”的主张。民国元年（1912年），中华民国政府发布了《加进实赞共和之蒙古各地扎萨克王公封爵》，将汉罗扎布升为镇国公。1913年，汉罗扎布晋升贝勒，1914年晋升多罗郡王。
1930年，汉罗扎布在喀喇沁中旗所在的大城子王府（今宁城县大城子镇境）创办了旗立高级小学一所。此后6年之中，该小学培养了3期高小毕业生。多数学生成了喀喇沁中旗在中华人民共和国成立前后的革命骨干。
1936年，满洲国政府任命汉罗扎布为喀喇沁中旗旗长，1937年1月1日就職。1939年9月8日，汉罗扎布签署了《土地奉上》和《蒙古王公特权奉上》书。1940年，汉罗扎布在北京逝世。1941年春，归葬于喀喇沁中旗大金沟八家祖茔。

## 家庭
- 福晋：包氏。[1]
- 继福晋：载揆（爱新觉罗氏，庆亲王奕劻的第11女，溥仪的从姑母）。[1]
- 妾：刘氏，回族，生有一女。[1]